# Kredyt gotówkowy
Kredyt gotówkowy – kredyt w całości wypłacany w gotówce.
W podziale kredytów według formy płatności wyróżnia się kredyt gotówkowy i bezgotówkowy. Przykładem kredytów gotówkowych są: kredyt lombardowy, kredyt studencki.